# Wismar
För andra betydelser, se Wismar (olika betydelser).

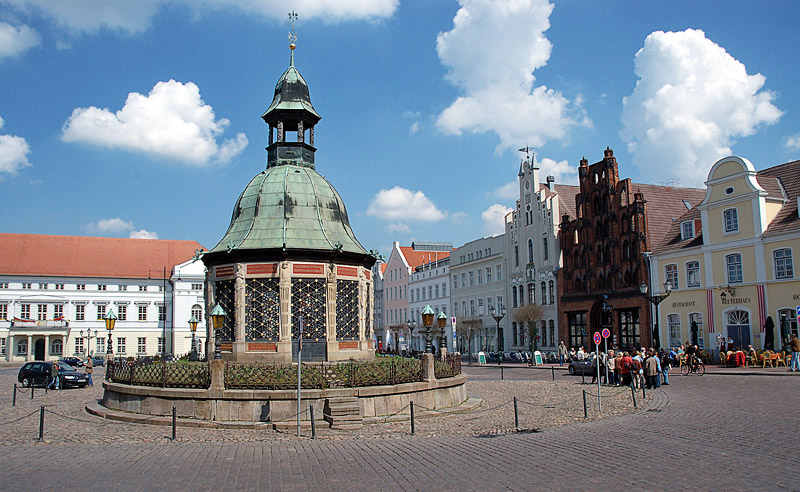
Marknadstorget i Wismar.

Wismar är en tysk hamnstad, belägen vid Östersjön och huvudort i distriktet Nordwestmecklenburg i Mecklenburg-Vorpommern i nordöstra Tyskland. Antalet invånare uppgår till 44 057 (2011).
Wismar var medlem i det medeltida handelsförbundet Hansan och kallar sig därför än idag formellt Hansestadt Wismar (”Hansastaden Wismar”). Från 1648 till 1903 var guvernementet Wismar i svensk ägo. År 1803 pantsattes dock besittningen till storhertigen, Fredrik Frans I av Mecklenburg-Schwerin, med 1 250 000 Taler Hamburg Banco fram till 1903 och alla suveränitetsrättigheter överflyttades på hertigen och hans arvingar. Upprinnelsen till att Wismar pantsattes var att Gustav IV Adolf var förlovad med storhertigens dotter, Lovisa Charlotta av Mecklenburg-Schwerin men vägrade ta henne som gemål. Detta utlöste en diplomatisk kris som löstes med fördraget i Malmö 1803 genom att Sverige fick ett lån och pantsatte Wismar på 99 år. 1903 valde Sverige att inte lösa lånet, och staden övergick därmed i storhertigdömets ägo. I uppgörelse med Mecklenburg ingick även ön Poel, strax norr om Wismar och Amt Neukloster. 
Kännedomen om de historiska relationerna med Sverige upprätthålls i Wismar genom den årligen i augusti arrangerade Schwedenfest. Det finns också en arrangerad rundvandring, Wismar Schwedenzeit – Spurensuche, med sevärdheter från svensktiden. Sedan 27 juni 2002 ingår gamla staden i Wismar tillsammans med Stralsund i Unescos världsarvslista.

## Geografi

### Läge
Wismar ligger vid Wismarbuktens sydspets vid Östersjön. Väster om innerstaden mynnar bäcken Köppernitz ut i hamnbassängen. Även bäcken Mühlenbach, som rinner längs en under medeltiden anlagd kanal (Stadtgrube) genom innerstadens centrala delar, rinner här ut i hamnbassängen.
Öster om den gamla staden flyter den 1577 anlagda kanalen Wallensteingraben ut mot havet. Kanalen förbinder Wismarbukten med Schweriner See och kom på grund av den stora höjdskillnaden och igensandning att efter en kort tid bli oanvändbar. Idag är kanalen enbart farbar med kanot. Senare studier inför en eventuell utbyggnad av kanalen har gjorts, senast 2008, men en utbyggnad har inte bedömts vara ekonomiskt hållbar.
Inom stadens område finns flera mindre insjöar, bland andra Mühlenteich och Viereggenhöfer Teich.

### Administrativ indelning
Wismar indelas i åtta stadsdelar (Stadtteile) som i sin tur underindelas i delområden (Stadtteilgebiete):
- Altstadt med området Altstadt
- Wismar Nord med områdena Fischkaten, Redentin, Müggenburg, Eiserne Hand, Schwanzenbusch, Haffeld Süd och Haffeld Nord
- Wismar Ost med områdena Wismar Ost och Kagenmarkt
- Dargetzow med Dargetzow, Kritzowburg och Gross Flöte
- Wismar Süd med områdena Wismar Süd, Kluss och Rothentor
- Friedenshof med områdena Friedenshof och Dammhusen
- Wismar West med områdena Burgwall, Weidendamm, Köpernitztal och Lübsche Burg
- Wendorf med områdena Wendorf, Hinter Wendorf, Hoben och Walfisch

### Klimat
Årsmedelnederbörden ligger på 599 mm vilket gör regionen till en av de relativt sett torrare i Tyskland; endast 21 % av Deutscher Wetterdiensts mätstationer uppvisar lägre mätvärden. Februari är den torraste månaden och juli den regnrikaste. Extrema nederbördsmängder är relativt ovanliga.

## Historia

### Före stadens grundande
Området har varit bebott sedan förhistorisk tid och beboddes under romersk tid av germanska stammar. Under folkvandringstiden och fram till 1100-talet beboddes området av de västslaviska obotriterna som hade sitt huvudfäste, Wyszomierz, i det nuvarande Dorf Mecklenburg, som ligger nära Wismar. Första gången namnet Wismar nämndes var 1147 när den danske kungen Sven Grate landsteg på "Wizmar Havn". Från år 1211 existerar ett dokument som ger tillåtelse för dem som kom från staden Schwerin att åka in i hamnen i Wismar, men denna hamn låg troligtvis inte på samma ställe som Wismars nuvarande hamn.

### Stadens grundande
Staden grundades omkring år 1226. Grundandet stod troligtvis i samband med Henrik Burwin I av Mecklenburg, som regerade som obotriternas furste i Schwerin. Det första skriftliga omnämnandet av Wismar som stad härstammar från 1229. De köpmän och hantverkare som slog sig ned i staden härstammade från Holstein, Westfalen, Niedersachsen och Brandenburg. Bosättningar växte upp runt kyrkorna S:ta Maria och S:t Nikolai och redan omkring 1238 hade dessa två kärnor växt samman till en stad. Efter 1250 tillkom den nya stadsdelen Neustadt omkring S:t Georgskyrkan. Vid denna tid byggdes Wismars ringmur, som ännu idag utgör gräns för den gamla innerstaden och fram till 1700-talet helt omslöt stadens bebyggelse.
Johan I av Mecklenburg förlade sitt residens från Mecklenburgs borg till Weberkamp utanför Wismars murar 1257, och fram till 1358 förblev staden de mecklenburgska furstarnas residens. Staden gavs stadsrättigheter enligt den Lybska rätten kort efter grundandet, vilket åter bekräftades i ett privilegiebrev daterat 1266. I staden slog sig även munkar från Franciskanorden ned omkring 1252 och från Dominikanorden omkring 1293.

### Vendiska stadsförbundet och Hansan

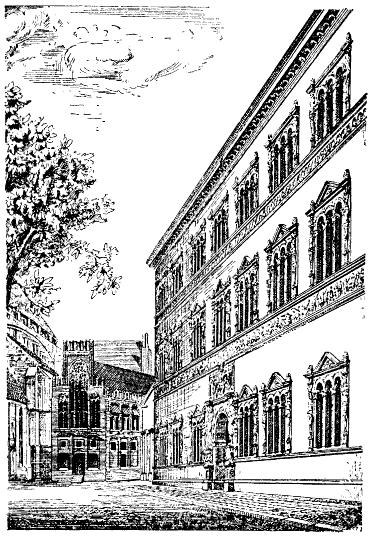
Fürstenhof, ursprungligen hertigligt residens, sedan lokal för svenska överdomstolen (se Wismarska tribunalet).

År 1280 bildade Wismar tillsammans med Rostock, Lübeck och Hamburg det så kallade vendiska stadsförbundet. Under medeltiden var staden en viktig medlem av förbundet Hansan. 1310 gjorde staden uppror mot furst Henrik II Lejonet av Mecklenburg, men tvingades underkasta sig länsherren i fredsfördraget 1311.
I Digerdöden avled omkring 2 000 invånare av pest år 1350, vilket var en betydande andel av stadens befolkning.
1594 invigdes kanalen Viechelner Fahrt, sedermera benämnd Wallensteingraben. Kanalen förband Wismarbukten med Schweriner See och därigenom Elbe. Redan under 1600-talet blev dock kanalen ofarbar med lastfartyg och förföll därefter.

### Wismar i svensk besittning
Huvudartikel: Wismar (svenskt guvernement)
Från 1632 till 1803 styrdes Wismar av Sverige. Staden ockuperades i praktiken 1632 av svenska trupper, och efter westfaliska freden 1648 hade staden den svenske kungen som länsherre under den tysk-romerske kejsaren. Under skånska kriget styrdes Wismar under en kort tid av Danmark. Sverige anlade här den största befästningen på den tyska nordkusten. År 1803 pantsattes staden på 100 år av den svenske kungen till hertigen av Mecklenburg-Schwerin som säkerhet för ett lån på 1,25 miljoner riksdaler Hamburger Banco, och inlöstes inte när perioden löpt ut. Wismar var alltså en del av den svenska staten till 1903 då hertigen av Mecklenburg-Schwerin den 20 augusti höll sitt ceremoniella intåg och övertog staden. 
Under denna period fick fartyg från staden segla under kommunal flagga, det vill säga varken under svensk eller mecklemburgsk.
Intåget firas än idag under den s.k. Schwedenfest, arrangerad av stadens myndigheter i samarbete med Schützenverein Hansa e.V., då man återuppför svenska militära och civila aktiviteter såsom vaktparad, fältläger, konserter och annat. Till Wismar inbjuds då ca 150 historiska soldater ur svenska militärkulturhistoriska föreningar.
År 1848 byggdes en järnväg till Schwerin, 1883 till Rostock och 1887 till Karow.
I Wismar fanns ett svenskt vicekonsulat 1803–1945.

### 1900-talet
Under andra världskriget var Wismar utsatt för hårda flygbombningar emedan flygplanstillverkaren Dorniers huvudfabrik låg i stadens utkant. Många historiska byggnader, till exempel stadskyrkan, fick stora skador. Efter en kort besättning av kanadensiska armén kom staden den 1 juli 1945 till den sovjetiska ockupationszonen och senare till Östtyskland (DDR). I DDR var Wismar statens största exporthamn och säte för gränstruppskolan. Staden hade också en sovjetisk armégarnison. Efter DDR:s fall och den tyska återföreningen har ingen garnison ännu flyttat in i Wismar. Sedan 1990 titulerar sig staden åter officiellt Hansestadt Wismar, även om detta inte har någon praktisk kommunalrättslig betydelse.

### Befolkningsutveckling
Befolkningsutveckling  i Wismar
Källa:,
,,

## Kultur och sevärdheter

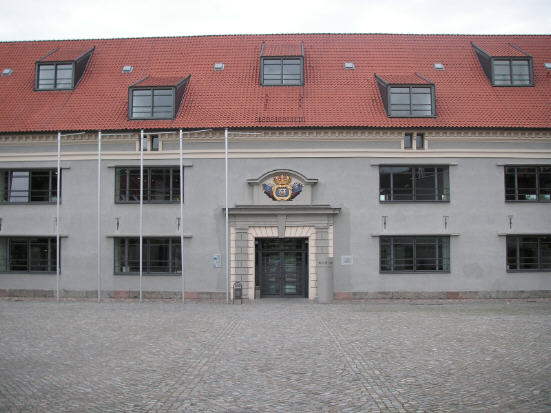
Zeughaus i Wismar, Tyskland 2006

De viktigaste sevärdheterna ligger i gamla staden. Här finns till exempel marknadstorget, som är det största i norra Tyskland, med rådhuset i klassicistisk stil, som byggdes mellan 1817 och 1819. Vid platsen finns även restaurangen Alter Schwede Wismars äldsta byggnad och museet Schabbelhaus, samt byggnaden Wismarer Wasserkunst, en slags vattenreservoar och pumpverk i renässansstil för stadens bryggerier.
Likaså betydande är byggnaden Fürstenhof, som är uppförd i tegel och rikt dekorerad med terrakotta från konstnären Statius von Dürens verkstad i Lübeck. I denna byggnad finns idag den kommunala domstolen och stadsarkivet. Tidigare residerade här det svenska Tribunalet - förvaltningsdomstolen för de svenska provinserna i Tyskland. Sevärd är även den historiska gamla hamnen som hyser en mellan 1999 och 2006 nybyggd kogg, samt närbelägna ön Poel med den enda tyska havsvattenbefästningen (idag en ruin).
Kung Carl XVI Gustaf besökte Wismar 1999 och lät renovera det svenska riksvapnet på Zeughaus, stadens svenska tyghus där tidigare vapen- och ammunitionsförrådet fanns.

### Kända personer från Wismar
- Friedrich Christoph Dahlmann, tysk historiker och statsman
- Gottlob Frege, tysk matematiker och filosof
- Carsten Jancker, tysk fotbollsspelare
- Marita Koch, tysk idrottare (löpare)
- Johan Carl Wilcke, professor, Kungliga Vetenskapsakademiens sekreterare 1784–1796